# Glochidion philippicum
Glochidion philippicum är en emblikaväxtart som först beskrevs av Antonio José Cavanilles, och fick sitt nu gällande namn av Charles Budd Robinson. Glochidion philippicum ingår i släktet Glochidion och familjen emblikaväxter. Inga underarter finns listade i Catalogue of Life.